# Kawiarnia filozoficzna

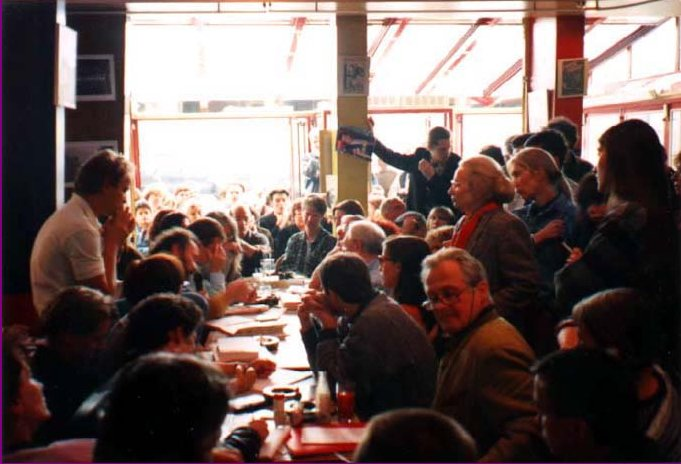
Marc Sautet w Cafe des Phares (Paryż 1994).

Kawiarnia filozoficzna, fr. Café philosophique („cafe-philo”) – filozoficzne forum dyskusyjne zorganizowane po raz pierwszy przez Marca Sauteta (1947–1998) 13 grudnia 1992 roku w Cafe des Phares na Placu Bastylii w Paryżu.

## Założenia
Podczas spotkań kawiarni filozoficznych dopuszczalna jest różnorodna tematyka, począwszy od mitu świętego Mikołaja, przez pojęcie piękna, seks, czy zagadnienie śmierci, mogą pojawić się pytania o sens życia czy nadziei. Sautet w taki sposób kierował dyskusjami, aby angażowały ludzi biorących w nich udział i były dla nich ciekawe. Celem spotkań było stworzenie atmosfery relaksu, gdzie, pijąc kawę, poruszano nurtujące uczestników tematy.
Uczestnicy kawiarni filozoficznych na świecie wykorzystali pomysł Sauteta do pracy nad procesem rozumowania. Tematy podczas kawiarni są wymyślne z uwzględnieniem zasad tolerancji i z naciskiem na otwartość myśli. Praktyka zapoczątkowana przez Sauteta we Francji szybko rozprzestrzeniła się na świecie. Obecnie znana jest w Anglii, Niemczech, Belgii, Austrii, Szwajcarii, Grecji oraz poza Europą w Stanach Zjednoczonych, Kanadzie, Ameryce Południowej, Australii i Japonii. Ze względu na znaczny sukces kawiarni filozoficznych, francuski prezydent Jacques Chirac wysłał ich fundatora na misję dobrej woli do Ameryki Łacińskiej, aby zapoczątkował tam tę tradycję.

## Historia

### Praktycy
W szkockim Edynburgu kawiarnie filozoficzne są organizowane przez Instytut Francuski, który w ten sposób kontynuuje tradycję filozofa-frankofila, Davida Hume’a. Prowadzący kawiarnie są jednocześnie nauczycielami historii w szkockich szkołach podstawowych.
W Anglii kawiarnie filozoficzne odbywały się w księgarni przy Cromford (Derbyshire). Pierwszą zorganizował w 1993 Evan Rutherford, a do 2009 roku odbyło się około 100 spotkań. Londyńskie kawiarnie filozoficzne były zazwyczaj prowadzone przez członków dynamicznie zmieniającej się grupy, a nie przez profesjonalnych filozofów. Niektóre spotkania zostały zarejestrowane, a ich zapis jest dostępny on line.
W Austrii istnieje tradycja kawiarni wiedeńskich, miejsc, w których można się było spotykać, aby przy kawie czy herbacie dyskutować na różne tematy.
W 1686 Sycylijczyk Francesco Procopio dei Coltelli zorganizował pierwszą Café Procope w dzielnicy łacińskiej Paryża, przy rue de l’Ancienne Comédie. Można tę inicjatywę uznać za pierwszą kawiarnię filozoficzną w Paryżu. W dyskusjach uczestniczyli wielcy intelektualiści, m.in. Victor Hugo, Paul Verlaine, Honoré de Balzac, Pierre Augustin Caron de Beaumarchais, François-Marie Arouet (znany pod pseudonimem Wolter), Jean-Jacques Rousseau, Georges Danton, Jean-Paul Marat, Honoré de Balzac i Denis Diderot.
Przez okres trwający około 30 lat paryscy poeci, malarze, pisarze oraz twórcy związani z ruchem surrealistycznym spotykali się w kawiarniach Montparnasse’u aby uczestniczyć w dyskusjach filozoficznych. Po II wojnie światowej dyskusje filozoficzne w Paryżu organizował Jean Paul Sartre w kawiarni Café de Flore. Spotkania organizowane przez Sartre’a uznaje się za historyczne korzenie „cafés-philos” Sauteta.

### Café philosophique
Pierwszą kawiarnię filozoficzną Sautet zorganizował na Placu Bastylii w Paryżu 13 grudnia 1992 roku. Sautet gromadził swoich przyjaciół w każdą niedzielę o 11 rano, aby przez dwie godziny prowadzić dyskusje filozoficzne. Za swoją misję uznał uświadomienie ludziom podstawowych procesów rozumowania. Pierwsze spotkanie zgromadziło kilku uczestników, jednak po jakimś czasie zaczęli pojawiać się na nich studenci i mieszczanie. W końcu spotkania zainicjowane przez Sauteta stały się popularnym wydarzeniem gromadzącym każdorazowo około dwustu uczestników. Ze względu na innowacyjność swoich działań Sautet został odrzucony przez uczonych, którzy uznali go za nielojalnego wobec tradycyjnej filozofii.

## W Polsce
W listopadzie 2012 roku we Wrocławiu została zorganizowana pierwsza w Polsce kawiarnia filozoficzna. Jej uczestnikami byli młodzi reprezentanci wielonarodowościowej społeczności mieszkającej we Wrocławiu. Spotkanie zorganizował nauczyciel języka angielskiego Wadim Matusewicz, który do współpracy zaprosił Guido Giacomo Gattai – założyciela i organizatora Festiwalu Filozoficznego we Florencji, od czterech lat mieszkającego we Wrocławiu. Pierwsze spotkanie odbyło się w jednej z wrocławskich restauracji Flanster, po czym miesiąc później przeniosło się do kina Nowe Horyzonty (za zgodą Romana Gutka). Wrocławskie kawiarnie filozoficzne są związane z kinem Nowe Horyzonty od Stycznia 2013 roku. Spotkania filozoficzne odniosły niebywały sukces przede wszystkim wśród międzynarodowej społeczności, choć uczestniczą w nich również Polacy.
W lutym 2013 roku Guido Giacomo Gattai został poproszony o zorganizowanie kawiarni filozoficznej w Warszawie, przez co ich tradycja została zainicjowana w stolicy.
Kawiarnie filozoficzne w Polsce są organizowane w języku angielskim.